# 22年目の告白 -私が殺人犯です-
『22年目の告白 -私が殺人犯です-』（にじゅうにねんめのこくはく わたしがさつじんはんです）は、2017年6月10日公開の日本映画。
2012年の韓国映画『殺人の告白』を原作にリメイクしたスリラー映画。藤原竜也と伊藤英明のダブル主演作。
アクション・サスペンス調であった韓国版に対し、本作品では社会派サスペンスとしての側面が強調されている。また、2010年以降の日本では殺人への公訴時効が撤廃されているため、そのこともストーリーの要素として組み込まれている。

## あらすじ
1995年、殺人の公訴時効が撤廃される前日までに起こった、東京で起きた5件の連続絞殺事件。被害者を関係者1名と向かい合わせ、殺害の一部始終を目撃させるという残虐な手口を重ねたこの凶悪な連続殺人事件は、被害者の1人に現役の警察官を含めながら、警察の必死の捜査もむなしく時効を迎え、迷宮入り事件となる。
それから22年、派手なパフォーマンスとともに堂々と自分が犯人だと名乗り出た男が現れた。男の名前は曾根崎雅人。曾根崎の書いた告白手記はベストセラーとなり、一躍時の人となった曾根崎の行動は日本中を翻弄する。
刑事の牧村航は、この連続殺人犯を拳銃で撃ったことから犯人に逆恨みされ、自宅にトラップを仕掛けられて同僚を殺害されてしまう。さらに、自宅にいたはずの妹・里香が事件直後から失踪し、この事件に巻き込まれた可能性が高いと判断した牧村は、妹の婚約者と共に連続殺人事件のことを追っていた。
かつてフリーのジャーナリストであったが、テロリストに拉致されて壮絶な体験をしたが生還し、帰国後この連続殺人事件を精力的に追っていたことから「NEWS EYES」のニュースキャスターに抜擢された仙堂俊雄は、曾根崎を番組に招いて独占インタビューを行い生中継しようとする。
しかし、番組前に動画投稿サイトに「曾根崎は偽者であり、自分こそが本物の連続殺人犯である」とする動画が投稿される。その動画の主は、「曾根崎と牧村航の2人が出演することを条件に、自らも真犯人として番組出演する」と宣言。その番組内で、真犯人によって撮影された動画が公開される。だが、その番組に出演していた覆面男は、真犯人に雇われただけの偽者であった。
曾根崎は「自分は真犯人ではなく、牧村の妹の里香の婚約者・小野寺拓巳で、過去に自殺を繰り返したがこのままでは死にきれず、牧村と共に殺人犯を見つけるために、戸籍を変えたばかりか顔と声も整形して、犯人を誘い出すために手記を出版してパフォーマンスを行った」と告白する。
真犯人への手がかりが途切れる中で、牧村と小野寺は「真犯人の残した証拠」を見つけだす。それは、時効となった犯人を法的に裁くための、決定的なアリバイであった。
真犯人は逮捕され、5件の連続殺人犯でもあり、トラウマを抱えた犯人の過去を考慮して精神鑑定が待たれていた。その収容施設に、清掃スタッフの一人として入り込んだ殺人事件の遺族・戸田丈が、包丁を片手に真犯人に迫るところで物語は終わりを告げる。

## キャスト
曾根崎雅人
演 - 藤原竜也
主人公。年齢に似つかわしくない容姿端麗の謎の男性。22年前に起きた東京連続絞殺事件の犯人を名乗り、事件にまつわる告白本を発表する。物腰は丁寧であるものの芝居がかった言動が多く、熱烈なファンと強烈な反発を呼び起こし世間を混乱させる。
実は何度も自殺を試みた小野寺拓巳が真犯人を見つけ出すために整形し声を変えた姿。
牧村航
演 - 伊藤英明
もう一人の主人公。連続絞殺事件の担当刑事の一人で、犯人をあと一歩のところで取り逃がした過去を持ち、その際に顔に負った傷が現在も残る。
実際は曾根崎雅人の協力者であり、告白本の原作者。
ノベライズ版では読書家の一面も見られる。
岸美晴
演 - 夏帆
2件目の事件の遺族。書店員。直接の目撃者ではないが、近くに居合わせながら父親を殺されたトラウマを持つ。曾根崎を許せず、思いがけない行動に出てしまう。
牧村とは事件以来の顔馴染みで、ノベライズ版では過去に牧村の影響から本好きになるきっかけとなるなど、その関係性が強調されている。
小野寺拓巳
演 - 野村周平
里香の婚約者。一連の連続絞殺事件の時効が成立した日に飛び降り自殺を図る。
牧村里香
演 - 石橋杏奈
航の妹。22年前は関西で看護婦をしていたが、阪神・淡路大震災で居住先を失ったことがきっかけで、拓巳と共に牧村の住むアパートに引っ越してきた。しかし、間もなくして最後の連続絞殺事件直後に婚約指輪だけを残して行方不明になる。
阪神・淡路大震災で多くの人を助けられなかったことに対しトラウマを抱えていた。
春日部信司
演 - 竜星涼
牧村航の後輩刑事。
川北未南子
演 - 松本まりか
『私が殺人犯です』編集者兼曾根崎のマネージャー。功名心もあり、曾根崎の手記出版に飛びつくものの、世間を翻弄する彼の行動についていけないものを感じ始める。
ノベライズ版では主人公格の一人として扱われる。
村上由香
演 ‐ 荻野友里
劇中のワイドショーのリポーター。
若松義生
演 - 矢島健一
所轄組織犯罪対策課 課長。
戸田丈
演 - 早乙女太一
橘組の構成員。実は連続絞殺事件の遺族の一人。
滝幸宏
演 - 平田満
22年前の牧村の先輩格だった刑事。連続絞殺事件最後の被害者。異変を感じて踏み込んだ牧村のアパートに仕掛けられた機械仕掛けの絞殺装置に引っかかり、その後ガス爆発に巻き込まれ、殉職した。
山縣明寛
演 - 岩松了
4件目の事件の「目撃者」。妻を殺害された。共立中央病院の院長。
橘大祐
演 - 岩城滉一
3件目の事件の「目撃者」。関係のあったホステスを殺害された。橘組の組長。
仙堂俊雄
演 - 仲村トオル
フリーのジャーナリストであったが、テロに巻き込まれ仲間が全て殺される中辛くも1人だけ生還。帰国後、当時発生していた連続絞殺事件に興味を持ち、積極的に取材を行う。現在は「NEWS EYES」のキャスター。曾根崎に番組への出演を依頼し、事件の真相を追求する。

## スタッフ
- 原案 - 『殺人の告白』
- 監督 - 入江悠
- 脚本 - 平田研也、入江悠
- 音楽 - 横山克
- 主題歌 - 感覚ピエロ「疑問疑答」（JIJI INC.）
- 製作 - 中山良夫、加太孝明、高橋雅美、大村英治、堀義貴、藪下維也、永井聖士、髙橋誠、弓矢政法、前田義晃、吉羽治、小笠原明男、荒波修
- エグゼクティブプロデューサー - 門屋大輔、安藤親広
- プロデューサー - 北島直明、小出真佐樹
- ラインプロデューサー - 佐藤圭一朗
- 撮影 - 今井孝博（J.S.C.）
- 照明 - 水野研一
- 録音 - 古谷正志
- 美術 - 小島伸介
- 装飾 - 酒井拓磨
- 編集 - 辻田恵美
- スーパーヴァイジングサウンドエディター - 勝俣まさとし
- VFXプロデューサー - 赤羽智史
- スタイリスト - 荒木里江
- ヘアメイク - 那須野詞
- 特殊メイク・造形デザイン - 百武朋
- 特機 - 塩見泰久
- スタント・コーディネーター - 辻井啓伺
- キャスティング - 緒方慶子
- スクリプター - 天池芳美
- 助監督 - 木ノ本豪、齊藤勇起、髙野佳子、米倉祐依
- 警察監修指導 - 古谷謙一、柳澤昌宏
- 報道番組監修 - 木藤憲治
- 法律監修 - 石黒安規
- 犯罪心理監修 - 越智啓太
- 医療指導 - 佐々木理恵
- 脚本分析 - 田中靖彦
- 配給 - ワーナー・ブラザース映画
- 企画・制作プロダクション - ROBOT
- 製作幹事・共同企画 - 日本テレビ放送網
- 製作 - 映画「22年目の告白 -私が殺人犯です-」製作委員会（日本テレビ放送網、ROBOT、ワーナー・ブラザース映画、WOWOW、ホリプロ、讀賣テレビ放送、電通、KDDI、ジェイアール東日本企画、D.N.ドリームパートナーズ、講談社、エー・チーム、GYAO、札幌テレビ放送、宮城テレビ放送、静岡第一テレビ、中京テレビ放送、広島テレビ放送、福岡放送）

## ノベライズ版
本作品の公開に先駆け、2017年4月14日に講談社よりノベライズ版が発売された。著者は浜口倫太郎、ISBN 978-4-06-293648-4。
基本的には映画版に準拠した内容となっているが、脇役扱いであった書籍編集者の川北未南子と牧村に焦点が当てられており、それに伴って川北が映画版より頻繁に登場するなど一部に差違が見受けられるほか、ノベライズ版オリジナルのエピソードが追加されている。

## 受賞歴
- 第41回日本アカデミー賞
  - 優秀主演男優賞（藤原竜也）
- 2018年エランドール賞 プロデューサー奨励賞（北島直明、小出真佐樹）[5]

## テレビ放送
| 回数 | テレビ局   | 番組名（放送枠名）              | 放送日        | 放送時間      | 放送分数 | 視聴率 |
| ---- | ---------- | ------------------------------- | ------------- | ------------- | -------- | ------ |
| 1    | 日本テレビ | 金曜ロードSHOW!金曜ロードショー | 2018年6月8日  | 21:00 - 22:54 | 114分    | 11.7%  |
| 2    | 日本テレビ | 金曜ロードSHOW!金曜ロードショー | 2022年1月28日 | 21:00 - 22:54 | 114分    | 8.6%   |

- 視聴率はビデオリサーチ調べ、関東地区・世帯・リアルタイム。